# 小寸金黄
小寸金黄（学名：Lysimachia deltoidea var. cinerascens）为报春花科珍珠菜属三角叶过路黄的变种。分布在泰国、缅甸、越南、老挝以及中国大陆的四川、贵州、云南、广西等地，生长于海拔1,000米至3,000米的地区，常生长在山坡草地、灌丛中及岩石边，目前尚未由人工引种栽培。